# Щегловка (Брянская область)
Щегловка — деревня в Навлинском районе Брянской области в составе Бяковского сельского поселения.

## География
Находится в восточной части Брянской области на расстоянии приблизительно 11 км на восток-юго-восток по прямой от районного центра поселка Навля.

## История
Упоминается с 1700-х годов. С 1741 года — владение Апраксиных. В 1866 году здесь (деревня Севского уезда Орловской губернии) учтено было 82 двора .

## Население
Численность населения: 470 человек (1866 год), 1570 (1926), 424 человека (русские 98 %) в 2002 году, 428 в 2010.